# Sosnežica
Sosnežica je padavina iz oblakov – to je sneg pomešan z dežjem. 
Snežni kristali v določenih pogojih naraščajo, vendar je ta naravni proces pri njih drugačen kot pri naraščanju vodnih kapljic. Povečavanje snežnih kristalov je povezano z vodno paro, ki izpareva iz vodnih kapljic. To pa je povezano s tem, da je maksimalni pritisk vodne pare nad ledom in nad ledenimi kristali manjši kakor nad vodnimi kapljicami. Če je torej v oblaku dovolj vodnih kapljic in ledenih kristalov, bodo vodne kapljice izparevale in na njihov račun se bodo večali ledeni kristali.